# Споменик природе Стабло платана на месту званом Мараш
Споменик природе „Стабло платана на месту званом Мараш“ које се налази у Призрену, на територији истоимене општине, на Косову и Метохији. Платан висине 18 метара је проглашен 1959. године за споменик природе.
За стабло платана је везано више легенди сачуваних до данашњих дана од којих је једну записао и наш познати научник Милоје Милојевић. Једна од легенди говори да је после Косовског боја, разбијена српска војска донела изданке платана са Косова Поља и засадила их у старој престоници, као сећање на тужни догађај који се тамо одиграо, док су подругој легенди платани, као и заштићени платан на Марашу засађени у време када је цар Душан зидао своју задужбину Светога Аранђела и град Вишеград.
Мађутим једно изгледа највероватније да су на месту данашњег Мараша, у стара времена о којима легенда говори постојали платани, а данашњи, међу којима и заштићени платан, настали су од њиховог изданка или засађени касније на истом месту.

## Решење - акт о оснивању
Решење  о стављању под заштиту државе стабла платана у Призрену, на обали реке Призренске Бистрице, на месту званом Мараш - Завода за заштиту природе и научно проучавање природних реткости НР Србије, број 01-569 од 30. октобра 1959. Службени гласник НРС бр. 53/59 - 887. страна.